# Cuevas de los Medinas
Cuevas de los Medinas es una localidad y pedanía del municipio de Almería (Andalucía-España) situado a 21 km del núcleo principal. En 2014 contaba con 448 habitantes (INE).

## Geografía física
Está situado en la parte nororiental del término municipal de Almería, 21 km al este de la capital. Su acceso se realiza a desde Retamar, por la carretera AL-209. Se encuentra cerca del Centro Penitenciario de Almería "El Acebuche" y del vertedero municipal. Precisamente su cercanía con esta instalación es motivo de conflicto, debido a problemas de suciedad y sobre todo olores en el pueblo

## Geografía humana

### Demografía
| Gráfica de evolución demográfica de Cuevas de los Medinas entre 2000 y 2022 |
|                                                                             |
| Población de derecho (2000-2022) según el padrón municipal del INE          |

Debido a su lejanía con la capital y a su escasa población apenas cuenta con servicios públicos. Cuenta con un colegio de enseñanza infantil y un pequeño cementerio. Carece de instalaciones deportivas y el transporte público es muy escaso.

## Transporte
La línea 21 de Surbús conectaba el pueblo con la pedanía de Retamar con tal sólo dos frecuencias diarias y sin tener un autobús directo a la ciudad. Con la reforma de las líneas periféricas la pedanía salió completamente perjudicada, ya que pasó de las cuatro frecuencias diarias directas con Almería, a tan sólo dos, y conectando con Retamar, teniendo los usuarios que hacer transbordo en otro autobús si desean viajar hasta Almería. Actualmente, la Línea 20 realiza tres trayectos diarios desde el Hospital de El Toyo al pueblo.
|                                                                                      | Surbus Ir a la base de datos | Surbus Ir a la base de datos | Surbus Ir a la base de datos | Surbus Ir a la base de datos | Surbus Ir a la base de datos |
| Línea                                                                                | Trayecto                     | Horario 1 Laborables         | Horario 2 Sábados            | Horario 3 Festivos           | Frecuencia 1/2/3             |
| ------------------------------------------------------------------------------------ | ---------------------------- | ---------------------------- | ---------------------------- | ---------------------------- | ---------------------------- |
|                                                                                      | Centro-Hospital de El Toyo   | 6:25 a 22:10                 | 6:35 a 22:30                 | 6:35 a 22:45                 | 50´/90´/ 90´                 |
| - La frecuencia y el horario se refire a: Laborables / Sábados / Domingos y festivos |                              |                              |                              |                              |                              |

## Equipamientos públicos
Después de varios años de reivindicación, la localidad cuenta con una pista polideportiva, construida sobre los terrenos del antiguo campo de fútbol, cedidos por un vecino.